# دانيال كاغان
دانيال كاغان هو محامي وسياسي أمريكي، ولد في 1953 في إنجلترا في المملكة المتحدة. نشط حزبياً في الحزب الديمقراطي. وقد انتخب عضو مجلس ولاية كولورادو ‏ وانتخب عضو مجلس نواب كولورادو ‏.

## وصلات خارجية
- الموقع الرسمي